# Jonas Foerts
Jonas Foerts (13 september 1996) is een Belgisch basketballer.

## Carrière
Foerts speelde in de jeugd van Antigoon Hoboken, Red Vic Wilrijk en Gembo Borgerhout voordat hij zich aansloot bij Basic-Fit Brussels. Hij speelde de grootste deel van zijn tijd bij twee ploegen, bij de eerste ploeg van Brussels en bij een Double-Affiliation-club in tweede of derde klasse. Zo speelde hij bij Panters Baasrode, St-Niklase Condors, Red Vic Wilrijk, Basket Willebroek en Oxaco BBC. Hij stapte in 2020 over naar Kangoeroes Mechelen waarmee hij opnieuw in eerste klasse uitkomt. Hij verlengde in april 2022 zijn contract met twee jaar bij Mechelen.
Hij is tevens actief in het 3x3-basketbal waarbij hij in Team Antwerp speelt en in de nationale ploeg. In 2022 sloot hij zich aan bij het nieuw opgerichte Team Merksem. In het seizoen 2023 keerde hij terug naar de eerste ploeg Team Antwerp en werd er voltijdsprof en verliet de zaal. Nadat Team Antwerp veranderde in Team Riffa volgde hij. Hij keerde eind november 2024 terug bij Kangoeroes Basket Mechelen nadat het 3x3-seizoen erop zat.

## Privéleven
Zijn broer Niels Foerts is ook een profbasketballer. Daarnaast is vader Johan Foerts een basketbalcoach en moeder Ilse Volckaert was een succesvol turnster.

## Erelijst
- Kampioenschap van Vlaanderen: 2014
- Belgisch kampioenschap: 2014
- Tweede klasse: 2019